# Стеванович, Миладин
Ми́ладин Стева́нович (серб. Miladin Stevanović / Миладин Стевановић; 11 февраля 1996, Биелина) — сербский футболист, защитник. Чемпион мира среди молодёжи 2015 года.

## Карьера

### Клубная
Уроженец Биелины, в августе 2008 года он поступил в академию «Партизана». В августе 2013 года заключил профессиональный контракт с клубом, после чего сразу же отправился в аренду с Мирославом Богосавцом в «Телеоптик». 23 октября 2014 провёл в еврокубках первую игру против «Бешикташа».

### В сборной
В сборной Сербии до 19 лет играл на чемпионате Европы 2014 года, с которой дошёл до полуфинала (их там выбила Португалия в серии пенальти). Благодаря попаданию в полуфинал Сербия попала на чемпионат мира 2015 года среди команд до 20 лет и выиграла золотые медали: Миладин был в составе той сборной.

## Статистика
| Клуб               | Сезон     | Чемпионат | Чемпионат | Кубок | Кубок | Континент | Континент | Итого | Итого |
| Клуб               | Сезон     | Игры      | Голы      | Игры  | Голы  | Игры      | Голы      | Игры  | Голы  |
| ------------------ | --------- | --------- | --------- | ----- | ----- | --------- | --------- | ----- | ----- |
| Телеоптик          | 2013/2014 | 22        | 1         | 1     | 0     | 0         | 0         | 23    | 1     |
| Партизан (Белград) | 2014/2015 | 3         | 0         | 1     | 0     | 2         | 0         | 6     | 0     |
| Итого              | Итого     | 25        | 1         | 2     | 0     | 2         | 0         | 29    | 1     |

### Профили
- Профиль на сайте UEFA.com (англ.)
- Профиль на сайте Soccerway (англ.)
- Профиль игрока (англ.) на сайте Transfermarkt
- Профиль на сайте Footballdatabase (англ.)

### Интервью
- Миладин Стевановић — Партизанов Компани (серб.)
- Николићево изненађење : Миладин Стевановић бек против Бешикташа (серб.)
- Замене за Вулићевића — Бранко Илић и Миладин Стевановић (серб.)
- Стевановић у стартних 11 Партизана (серб.)
- Партизан чува своју децу : Стевановић и Богосавац потписали професионалне уговоре (серб.)